# A legend, symphonic poem
A legend, a symphonic poem, is een compositie van Arnold Bax.
Het werk uit zijn niet erg productieve jaren gedurende de Tweede Wereldoorlog is zijn laatste van een twintigtal symfonische gedichten. Bax schreef een voor zijn doen vrij onstuimig werk dat gezien wordt als een verbeelding van legendarische personen dan wel ietwat griezelige sprookjesfiguur uit het Noorden. Tegelijkertijd heeft Bax niets losgelaten over wie hij dan wel verbeeld zou hebben. Het werk maakte een ongelukkige start. Het stond op het programma van de Proms op 28 juli 1944, dat concert werd afgezegd vanwege de bombardementen op Londen. Het werd een aantal maanden voor het eerst uitgevoerd vanuit het schuiladres van het BBC Symphony Orchestra in Bedford, dirigent was Adrian Boult.
Julian Herbage was een buurman van Bax, samensteller van de Promsconcerten en radiopresentator (Music Magazine).
Bax schreef een wat kleiner orkest voor voor dit symfonisch gedicht, hetgeen wellicht terug te voeren is op het feit dat het BBC-orkest enigszins afgeslankt de oorlog doorging:
- 3 dwarsfluiten (III ook piccolo), 2 hobo’s, 2 klarinetten, 2 fagotten
- 4 hoorns, 3 trompetten, 3 trombones, 1 tuba
- pauken, percussie, 1 harp
- violen, altviolen, celli, contrabassen